# Killah
«Killah» es una canción interpretada por la cantautora estadounidense Lady Gaga en colaboración con Gesaffelstein, incluida en su octavo álbum de estudio, Mayhem (2025). Fue escrita y producida conjuntamente por ella, Andrew Watt, Cirkut y Gesaffelstein. 
La canción se caracteriza por su sonido electro-funk industrial, fusionando elementos del rock alternativo, techno oscuro y synth-pop. El 8 de marzo de 2025, Gaga interpretó «Killah» por primera vez en el programa Saturday Night Live como parte de su quincuagésima temporada.

## Antecedentes y composición

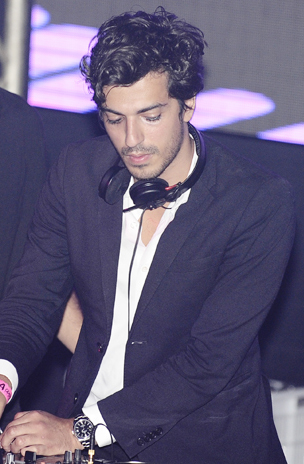
«Killah» cuenta con la participación del productor Gesaffelstein.

En marzo de 2024, Gaga adelantó que estaba «escribiendo algunas de las mejores canciones que puedo recordar» y reveló que su próximo álbum había comenzado a tomar forma en 2022, mientras se encontraba en su gira The Chromatica Ball. En julio del mismo año, sorprendió a sus seguidores durante su estadía en París para la ceremonia de apertura de los Juegos Olímpicos de París 2024 al compartir fragmentos de dos temas inéditos. El 18 de febrero de 2025, al revelar la lista de canciones de Mayhem, Gaga confirmó que «Killah» formaría parte del disco. Posteriormente, fragmentos de la letra fueron mostrados en el sitio web de la artista en forma de mensajes encriptados.
La canción fue compuesta y producida por Gaga, Andrew Watt, Cirkut y Gesaffelstein, fusionando la estética industrial y oscura característica de este último con el enfoque maximalista del álbum. La canción engloba los géneros electro-funk, industrial y dance, y ha sido comparada con el sonido de Nine Inch Nails y Prince debido a su uso de sintetizadores densos, bajos pesados y ritmos electrónicos agresivos. En cuanto a la estructura, la pista se desarrolla sobre lo que algunos medios denominaron «un groove hipnótico», con estrofas susurradas que aumentan progresivamente en intensidad hasta culminar en un estribillo de gran energía. Según diversas reseñas, la participación del productor francés Gesaffelstein se hace particularmente evidente en la segunda mitad de la canción, cuando la instrumentación se fragmenta en un interludio de techno distorsionado antes de regresar al coro con mayor potencia. La letra de «Killah» explora un juego de seducción peligroso, en el que Gaga asume el papel de una femme fatale, alternando entre lo seductor y lo amenazante. La canción recurre a metáforas de poder, deseo y destrucción, insinuando que la protagonista es irresistible pero letal. Algunas críticas interpretaron la letra como una representación de la fuerza femenina y la autonomía, destacando cómo Gaga toma el control de la narrativa en lugar de ser simplemente el objeto de deseo.
Gaga describió «Killah» como una de sus favoritas del álbum y destacó la colaboración con Gesaffelstein, a quien consideró el principal artífice del tema debido a su enfoque creativo en la producción. En una entrevista con Rolling Stone, Gaga mencionó que fue una de las canciones que más la sacó de su zona de confort durante la grabación del álbum, afirmando que: 

Amo la producción de «Killah». La única instrumentación en vivo en todo el álbum es una guitarra, y es muy divertida. Tiene tanta confianza. Nunca había trabajado antes con un ritmo y un groove como este. La verdad es que no siempre soy tan segura de mí misma. Soy alguien que puede sentirse profundamente insegura, pero en este tema, es como mi máxima confianza. Y eso es parte del viaje de Mayhem como una gran noche de fiesta. Si piensas en el álbum como una noche completa, es ese momento en el que te sientes en la cima.

## Recepción

### Comentarios de la crítica
«Killah» fue una de las canciones más elogiadas de Mayhem. Steven J. Horowitz de la revista Variety la describió como «una pista desafiante y confiada», destacando su fusión de electro-funk y techno industrial. Por su parte, Stephen Daw de Billboard señaló que la colaboración con Gesaffelstein «eleva la canción a otra dimensión, con un interludio que parece transportarnos a un club berlinés». CJ Thorpe-Tracey de The Quietus la consideró un homenaje al sonido de Prince, resaltando «la combinación de sensualidad y peligro en la interpretación de Gaga». India Block del diario Evening Standard destacó su combinación de sonidos y la definió como «divertida y cruel».
Alexis Petridis de The Guardian afirmó que «Killah» resalta dentro del disco por sus «cambios inesperados en la producción». Neil Z. Yeung de AllMusic destacó a la pista como uno de los puntos culminantes del álbum, describiéndola como «una colaboración con Gesaffelstein que combina la influencia de Bowie y Prince con la intensidad de St. Vincent o Trent Reznor». Por su parte, David Cobbald de The Line of Best Fit mencionó que la producción, aunque ambiciosa, no alcanzaba la profundidad de otros trabajos de Gesaffelstein, como sus colaboraciones previas con The Weeknd.

### Rendimiento comercial
A pesar de no haberse lanzado como sencillo, «Killah» ingresó en las listas de varios territorios impulsada por el lanzamiento de Mayhem. La canción debutó en el puesto 95 del Global 200 de Billboard, conteo que reúne las canciones más reproducidas y vendidas globalmente. En los Estados Unidos, se ubicó en el puesto 93 del Billboard Hot 100 durante la semana del 22 de marzo de 2025, y alcanzó el octavo puesto del Hot Dance/Pop Songs. En Canadá, llegó al puesto 87 del Canadian Hot 100. Por otro lado, en el Reino Unido, «Killah» debutó en el puesto 82 del UK Streaming Chart durante la semana del 20 de marzo. En Francia, ingresó en el puesto 194 del top 200, y en Grecia logró posicionarse en el puesto 73 del Digital Singles Chart.

## Presentaciones en vivo
El 8 de marzo de 2025, Gaga interpretó «Killah» por primera vez en el programa Saturday Night Live como parte de su quincuagésima temporada, junto con «Abracadabra». La actuación comenzó en los pasillos del Studio 8H, donde la cantante y sus bailarines interactuaron con la cámara de seguridad antes de regresar al escenario principal. Para la presentación, Gaga vistió un atuendo púrpura, en aparente homenaje a Prince, una de las principales influencias de la canción. Variety describió la actuación como «una de sus más frenéticas y envolventes», mientras que Rolling Stone destacó la «intensidad desbordante» y el estilo funk que hizo que la canción «se sintiera como un clásico instantáneo». AOL señaló que la presentación capturó «el espíritu caótico y teatral» del álbum, consolidando a la canción como «una de las favoritas del público a solo días de su lanzamiento».

## Posicionamiento en listas

### Semanales
| Canadá         | Canadian Hot 100         | 87  |
| Estados Unidos | Billboard Hot 100        | 93  |
| Estados Unidos | Hot Dance/Pop Songs      | 8   |
| Francia        | French Singles Chart     | 194 |
| Grecia         | Digital Singles Chart    | 73  |
| Mundo          | Global 200               | 95  |
| Portugal       | Portuguese Top 200 Chart | 82  |
| Reino Unido    | UK Streaming Chart       | 82  |

## Créditos y personal
| - Lady Gaga – compositora, productora, voz principal, coros, teclados - Andrew Watt – compositor, productor, guitarra eléctrica, teclados - Cirkut – compositor, productor, sintetizador, teclados, programación de batería, programación de bajo - Gesaffelstein – compositor, productor, sintetizador, programación de batería, programación de bajo - Chad Smith – batería | - Paul Lamalfa – ingeniero de grabación - Șerban Ghenea – ingeniero de mezcla - Randy Merrill – ingeniero de masterización - Marco Sonzini – ingeniero adicional - Tyler Harris – asistente de ingeniería - Bryce Bordone – asistente de mezcla - Marc VanGool – técnico de estudio |

Los créditos están adaptados de las notas del álbum Mayhem.